# Slovensko stalno gledališče, Trst
Slovensko stalno gledališče  (kratica SSG, italijansko Teatro Stabile Sloveno) je dramsko gledališče zamejskih Slovencev v Trstu, ki se je rodilo iz pepela Slovenskega gledališča. Slednje je delovalo na začetku 20. stoletja v Narodnem domu v Trstu, ki so ga fašisti zažgali leta 1920. Od sezone 1902-03, ko je bilo ustanovljeno slovensko Dramatično društvo, do sezone 1919-20, ko je bilo njegovo delovanje onemogočeno,  je gledališče uprizorilo 245 dramskih del. V času fašizma je večina igralcev zbežala v Jugoslavijo, največ se jih je ustalilo v Mariboru, med njimi Elvira Kralj, Valo Bratina, Just Košuta, Rade Pregarc, Ema Starc, Rado Nakrst, Danilo Turk - Joco, režiser Jože Babič in drugi.
Delovanje se je spet začelo leta 1945, od takrat deluje SSG nepretrgoma, poklicni igralci uprizarjajo predvsem slovenske igre. Poslanstvo slovenskega tržaškega se skozi zgodovino spreminja in če je bila od nekdaj njegova vloga povezana s slovenskim kulturnim življenjem v zamejstvu, igra gledališče danes pomembno vlogo pri povezovanju slovenske in italijanske kulture ter ohranjanju slovenstva. Program vključuje tudi predstave za otroke, lastno produkcijo, koprodukcijske predstave in predstave gostujočih slovenskih ustvarjalcev. Je eno izmed osmih italijanskih gledališč s statusom stalnega gledališča (»teatro stabile«). Danes ima SSG svoj sedež v kulturnem domu v ulici Petronio 4 v Trstu. Zgradba ima veliko dvorano ima 530 sedežev in Mali oder s 100 sedeži.

## Imena
- Slovensko narodno gledališče za Trst in Primorje (1945–1947)
- Slovensko narodno gledališče za Svobodno tržaško ozemlje (1947–1954)
- Slovensko narodno gledališče za Tržaško ozemlje (1954–1956)
- Slovensko narodno gledališče v Trstu (1956–1959)
- Slovensko gledališče v Trstu (1959–1977)
- Slovensko stalno gledališče (od 1977)

## Ansambel
- Maja Blagovič
- Nikla Petruška Panizon
- Primož Forte
- Tadej Pišek
- Tina Gunzek
- Vladimir Jurc